# John Milius
John Frederick Milius (Saint Louis, 11 de Abril de 1944) é um realizador dos Estados Unidos da América.

## Filmografia
- 1997 – Rough Riders (TV)
- 1994 – Motorcycle Gang (TV)
- 1991 – Flight of the Intruder
- 1989 – Farewell to the King
- 1984 – Red Dawn
- 1982 – Conan the Barbarian
- 1979 – Apocalypse Now
- 1978 – Big Wednesday
- 1975 – The Wind and the Lion
- 1973 – Dillinger
- 1966 – I'm Bored Marcelo
- 1966 – The Reversal of Richard Sun

## Prémios e nomeações
- Recebeu uma nomeação ao Óscar de melhor argumento adaptado, por Apocalypse Now (1979).